# Gréko-buddhizmus

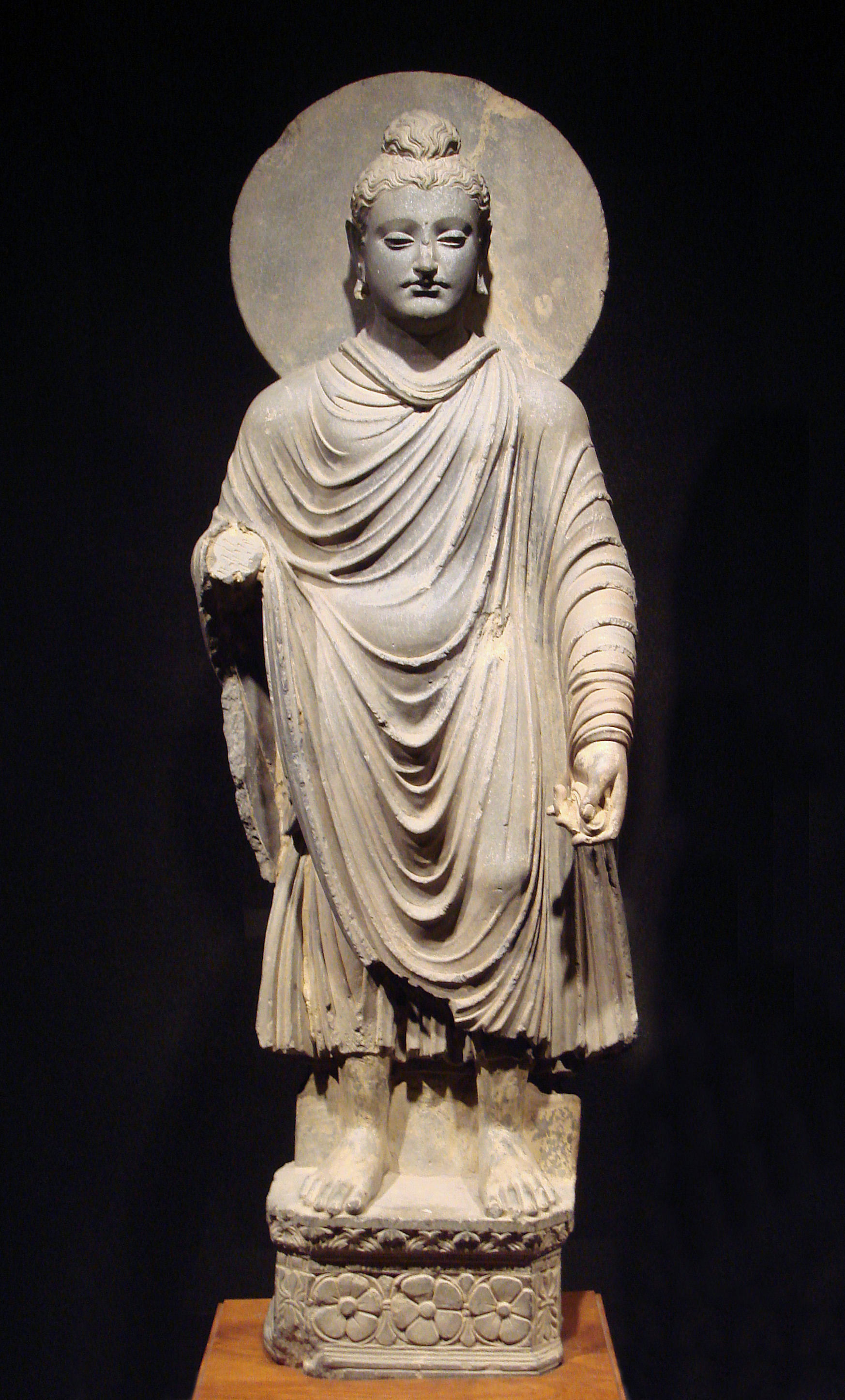
Gautama Buddha grékó-buddhista stílusban ábrázolva, 1-2. század, Gandhára (mai nyugat-Pakisztán).

A gréko-buddhizmus a hellén kultúra és a buddhizmus kulturális szinkretizmusára utal az i. e. 4. századtól az i. sz. 5. századig az Indiai szubkontinensen, a mai Afganisztán, India és Pakisztán területén. Nagy Sándor idejétől kezdve alakultak ki az együttműködések és kölcsönhatások hosszú láncolatából bizonyos jellemző kulturális jegyek, amelyeket később tovább vitt az Indo-görög királyság és a hellenizálódott Kusán Birodalom. A gréko-buddizmus hatással volt a buddhizmus művészi és talán a spirituális fejlődésére is, főleg a mahájána buddhizmusra. A buddhizmus csak ezután terjedt tovább Közép- és Északkelet-Ázsiára az 1. században, és végül olyan országokba is mint Kína, Korea, Japán, Fülöp-szigetek, Szibéria és Vietnám.

## Történelmi áttekintés

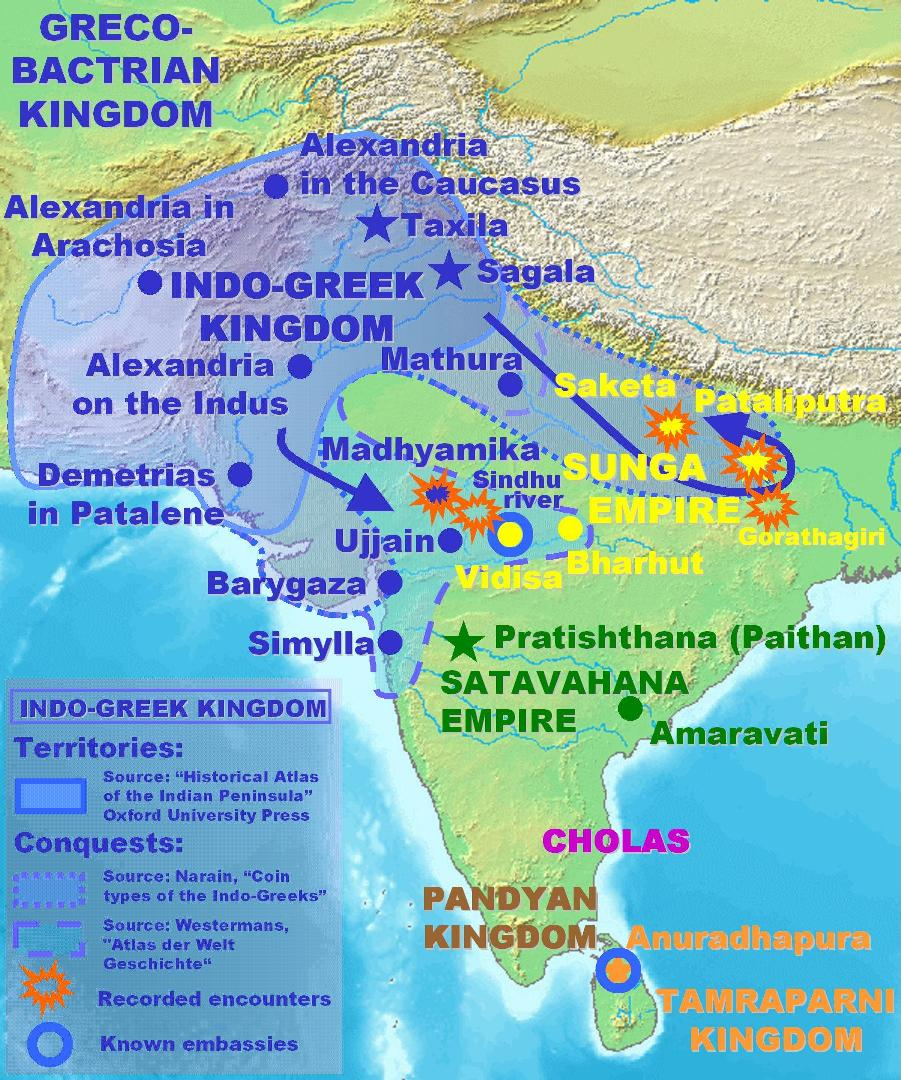
Az Indo-görög birodalom területe az ismert hadjáratokkal és csatákkal.

Az ókori Görögország és a buddhizmus közötti kapcsolat akkor kezdődött, amikor Nagy Sándor i. e. 334-ben elfoglalta az Óperzsa Birodalmat és Közép-Ázsia egyéb területeit. A hüdaszpészi csata után átkelt az Indus és a Dzselum-folyón egészen a Beasz-folyóig, így közvetlen kapcsolatba került Indiával.
Nagy Sándor több várost alapított az újonnan elfoglalt területeken, mint például Amu-darja és Baktria, valamint egyéb görög településeket a Haibár-hágó, Gandhára (lásd Takszila) és Pandzsáb régiókban. A Himalája és a Hindukus hegységek közötti rendkívüli földrajzi környezeten keresztül történt India és Közép-Ázsia kulturális és kereskedelmi kapcsolata.
Nagy Sándor i. e. 323. június 10-én bekövetkezett halála után a Diadokhosz létrehozta saját királyságát Anatóliában és Közép-Ázsiában. I. Szeleukosz alapította a Szeleukida Birodalmat, amely elért egészen Indiáig. Később a királyság keleti része elszakadt, és létrejött a Gréko-Baktriai királyság (i. e. 250 - i. e. 125), amelyből később az Indo-görög királyság (i. e. 180 - i. sz. 10), majd a Kusán Birodalom (1-3. század) lett.
A görög és buddhista kultúra kölcsönhatása századokon át tartott, egészen az 5. századig, a Heftaliták (vagy fehér hunok) fosztogatásáig, és még később az iszlám terjedéséig.

## Vallásos kölcsönhatások
A görögök hosszútávú közép-ázsiai és észak-indiai jelenléte lehetőséget adott a kölcsönhatásra a kultúrák között, nemcsak a művészetekben, hanem a vallásokban is.

### Nagy Sándor Baktriában és Indiában (i. e. 331–325)

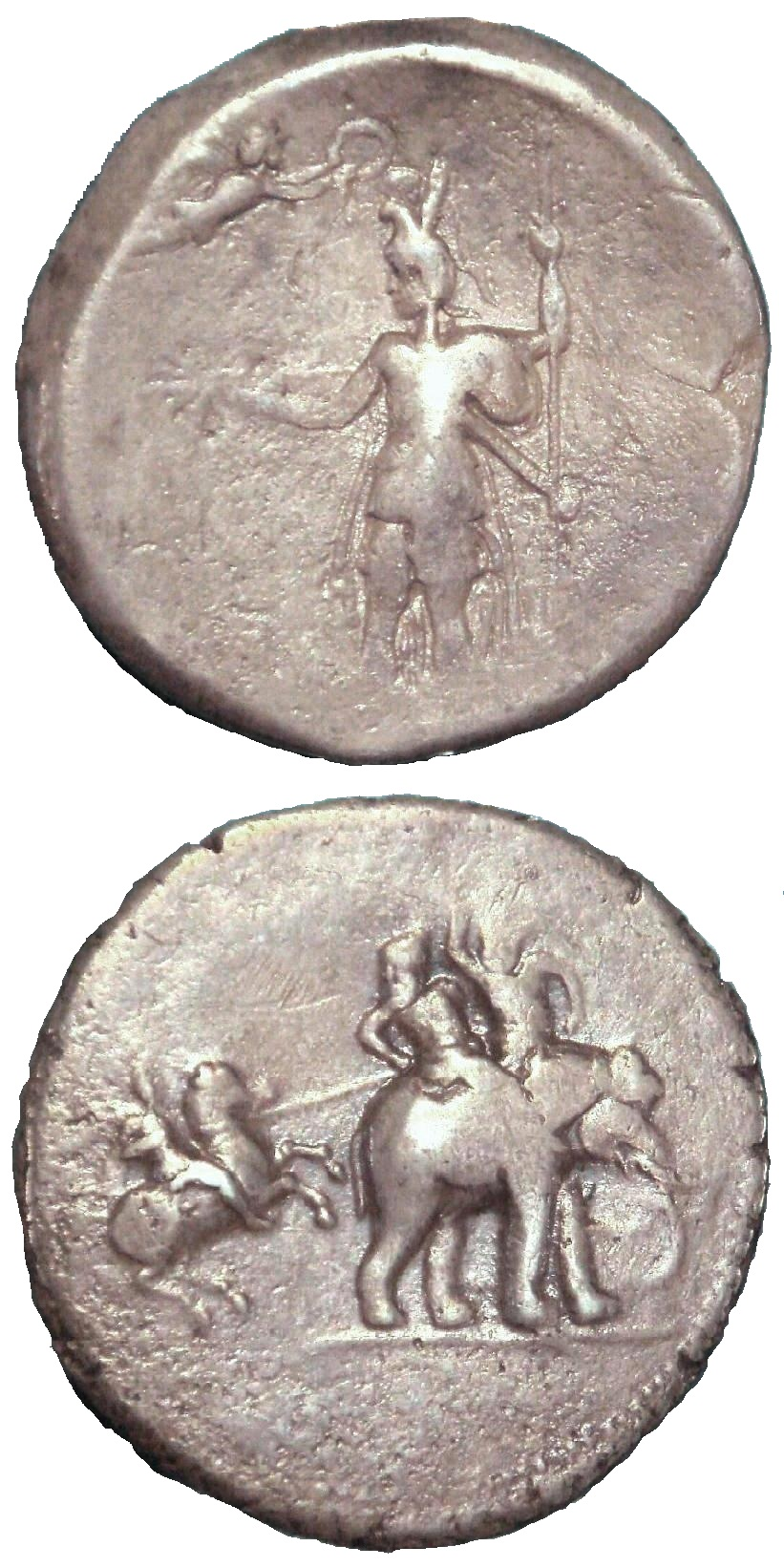
Nagy Sándor "Győzelmi érme", amelyet Babilonban nyomtak az indiai hadjárat után i. e. 322 környékén.
Elöl: Nagy Sándort megkoronázza Niké.
Hátul: Nagy Sándor elefánt háton megtámadja Porusz királyt.
ezüst. British Museum.

Amikor Nagy Sándor megszállta Baktriát és Gandhárát, azok lehet, hogy már azelőtt is sramana hatás alatt voltak - főleg buddhista és dzsainista. A páli kánon egyik legendája szerint egy kereskedő testvérpár, Tapasszu és Bhallika, meglátogatták Gautama Buddhát, és a tanítványai lettek. A legenda szerint ezután hazatértek, és ők is tanították Buddha tanításait.
I. e. 326-ban Nagy Sándor elfoglalta India északi régióját. A takszilai király, Ambhi Nagy Sándornak feladta a városát, amely egy ismert buddhista központ volt. Nagy Sándor i. e. 326-ban gigászi csatát vívott Porusz király ellen Pandzsáb területén.
Nagy Sándort neves filozófusok is elkísérték keleti hadjáratai során (Pürrhón, Anaxarkhosz és Onészikritosz). Az Indiában töltött 18 hónap alatt lehetőségük nyílt eszmét cserélni indiai aszkétákkal, akiket általában úgy neveztek, "gümnoszofisták", azaz "csupasz filozófusok". Pürrhón (i. e. 360-270) visszatért Görögországba, és belőle lett az első szkeptikus.

### A Maurja Birodalom (i. e. 322–183)
Csandragupta indiai uralkodó, a Maurja-dinasztia alapítója, i. e. 322 környékén visszafoglalta India északnyugati részét. Grékó-iráni szomszédjaival a Szeleukida Birodalomban megtartotta azonban a kapcsolatot. I. Szeleukosz szeleukida uralkodóval házassági szerződéssel pecsételték meg a békét.

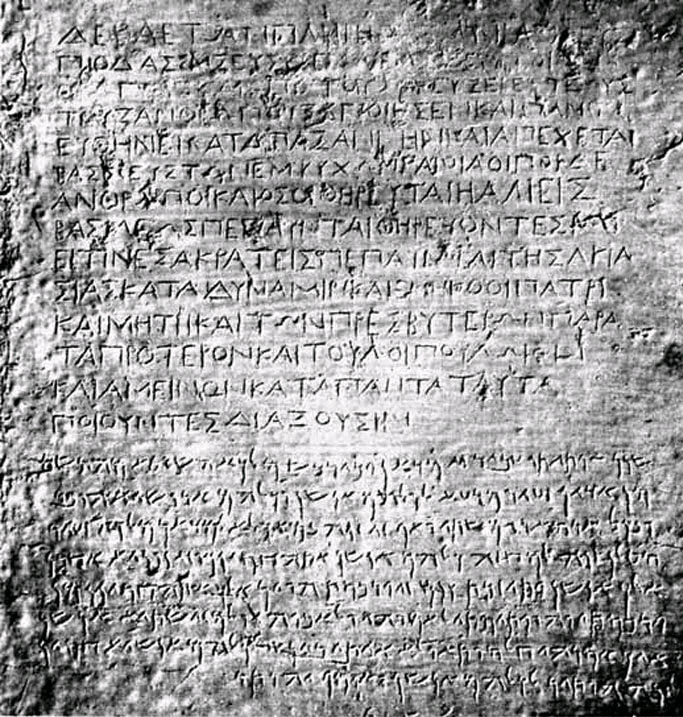
Kétnyelvű felirat (görög és arámi) Asóka királytól, Kandahár. Kabul múzeum.

Csandragupta unokája, Asóka volt, aki felkarolta a buddhista hitet, és hatalmas hittérítővé vált a páli théraváda buddhizmus vonalán. Terjesztette az emberekkel és állatokkal szembeni erőszakmentességet (ahimsza) és a világi emberek életét szabályozó előírásokat.
Asóka kőbe vésett rendeletei arról tanúskodnak, - egyes részek görög illetve akhamenid nyelven - hogy Asóka buddhista hittérítőket küldött Görögországba, a Földközi-tenger és Ázsia egyéb területeire. A rendeletben szerepel a kor hellén világának mindegyik uralkodója.

### Görög jelenlét Baktriában (i. e. 325–125)

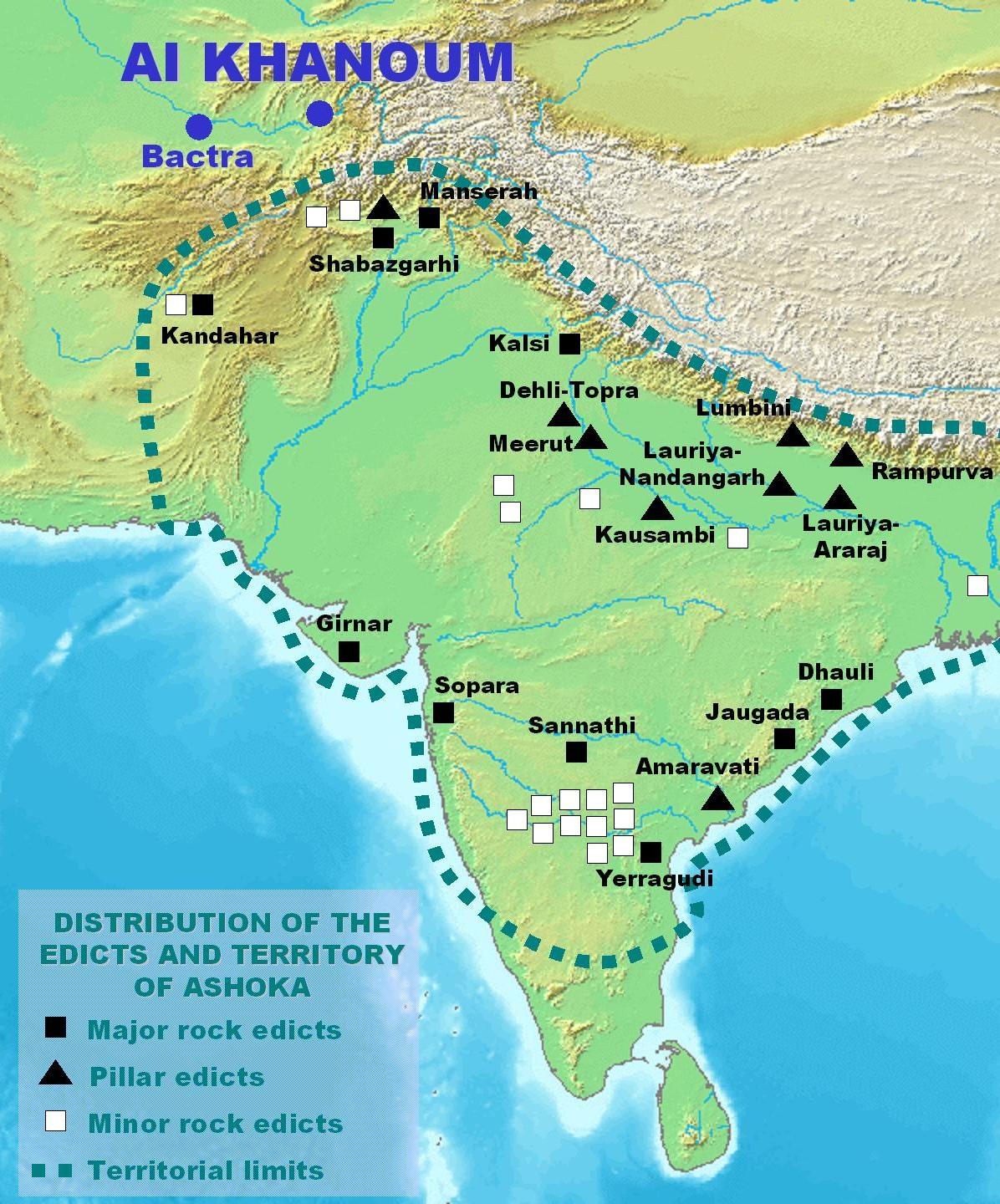
Áj Hánum, gréko-baktriai város (i. e. 300-145 körül).

Nagy Sándor Baktriában több várost hozott létre (Áj Hánum, Begrám) és egy adminisztrációs rendszert, amely több mint két évszázadon át működött Szeleukida Birodalomban és a grékó-baktriai királyságban. A görögök követeket küldtek a Maurja Birodalom udvarába, akiktől rengeteg ismeretet szereztek az indiai kultúráról. Megasztenész részletes jelentést küldött az indiai vallásokról, amelyet azután kézről kézre adtak, és századokon át idézték a klasszikus világban.
A gérko-baktriaiak erősen ápolták a hellén kultúrát India közvetlen szomszédságában a Maurja Birodalom idején. Erről tanúskodnak az Áj Hánum mellett feltárt régészeti leletek is. Amikor i. e. 180 körül a Maurja Birodalmat ledöntötték a szungák, akkor a gréko-baktriaiak beözönlöttek Indiába, ahol megalapították az Indo-görög királyságot, amelyben a buddhizmus felvirágozhatott.

### Az Indo-görög királyság és a buddhizmus (i. e. 180–i. sz. 10)
A buddhizmus virágzását élte az indo-görög királyok idején, és egyes találgatások szerint ezért is szállták meg Indiát, hogy megvédjék a buddhista tanokat az új Szunga-dinasztia vallási üldözéseitől.

### A Kusán Birodalom (1–3. század)
A kusánok, a jüecsik szövetség egyik törzse Baktriában telepedett le i. e. 125 környékén. Ekkor elűzték a gréko-baktriaiakat, és elfoglalták Pakisztán és India északi részét.
Ekkorra már évszázadok óta kapcsolatban álltak a görög kultúrával és az indo-görög királyságokkal. Saját nyelvükhöz a görög ábécét használták, amit bizonyítanak a fennmaradt pénzérmék. A görög történelmi és mitológiai kultúra beszivárgásáról árulkodnak a dionüszoszi jeleneteket ábrázoló kusán szobrok, vagy akár a trójai faló.
Kaniska kusán király nagyra becsülte Zarathustrát, a görög és brahma isteneket, valamint Buddhát. Ismert volt vallásos szinkretizmusa, amikor 100 körül összehívta a negyedik buddhista tanácskozást Kasmírba, hogy újrafogalmazzák a szarvásztiváda kánont.